# Palacio romano de Fishbourne
El Palacio romano de Fishbourne o Villa de Fishbourne se encuentra en la localidad inglesa de Fishbourne, cerca de Chichester, en el condado de Sussex Occidental. Se trata de la residencia romana de mayor tamaño situada al norte de los Alpes y data del año 75 d. C., es decir, unos treinta años después de la conquista romana de Britania.
Gran parte del palacio ha sido excavado y se ha conservado, y cuenta con un museo. Estaba rodeado por unos jardines ornamentales, de los que se ha reconstruido la parte norte.
En los siglos II y III d. C. se llevaron a cabo importantes reformas, y muchos de los mosaicos originales en blanco y negro se cubrieron con obras en color más elaboradas, como el mosaico del Delfín del ala norte, que se conserva en perfecto estado. Se estaban realizando más reformas cuando, en torno al año 270 d. C., el palacio se incendió y posteriormente fue abandonado.

## Descubrimiento y excavación
El yacimiento se descubrió por casualidad en 1805, en el transcurso de las obras de construcción de una vivienda en los terrenos de la antigua ruina romana. Los trabajadores descubrieron un pavimento de 4 m de ancho y fragmentos de columnas. En años sucesivos, los lugareños que vivían cerca del yacimiento siguieron desenterrando más restos, tales como fragmentos de cerámica y trozos de teselas. No obstante, no imaginaron que los hallazgos formaban parte de una estructura mayor y hasta entonces desconocida que permanecía enterrada bajo la superficie. Hubo que esperar hasta 1960 para que Aubrey Barrett, un ingeniero que trabajaba para la compañía de aguas de Portsmouth, descubriera los cimientos de un "edificio de mampostería" que se ubicaba al norte de la carretera principal mientras se excavaba una zanja para instalar una tubería de abastecimiento de agua.

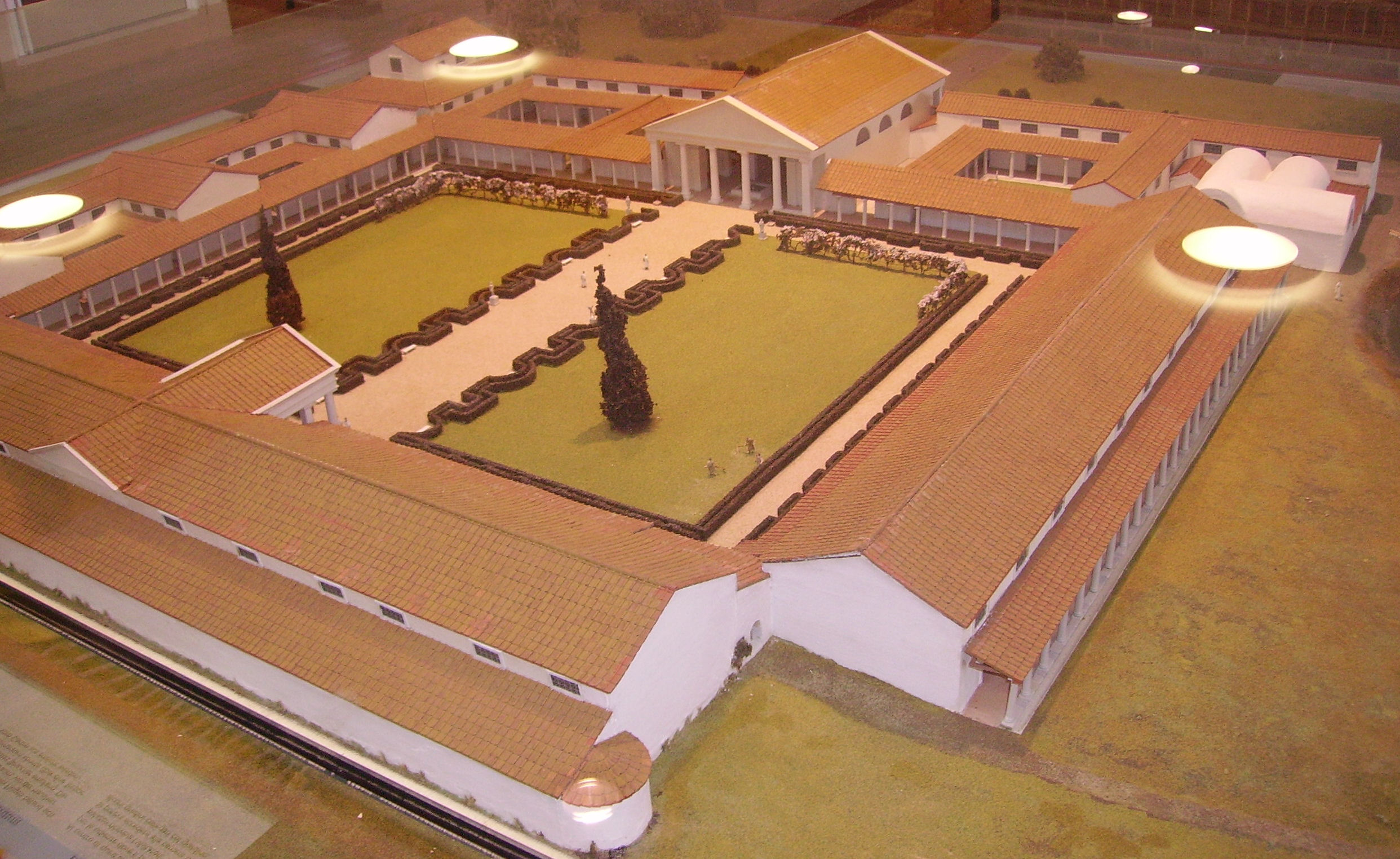
Maqueta del museo que muestra la posible apariencia del palacio romano de Fishbourne

Este redescubrimiento de la antigua estructura llamó la atención de la Sociedad Arqueológica de Sussex e impulsó en el año 1961 la primera serie de excavaciones, que dirigió el arqueólogo Barry Cunliffe y su equipo. Los hallazgos de Cunliffe proporcionan la mayor parte de la información que se posee sobre el yacimiento. Tras estas primeras campañas se llevaron a cabo una serie de nuevas excavaciones, todas ellas centradas en desenterrar diversas dependencias del recinto.
Para sorpresa de arqueólogos e historiadores, cada fase de las excavaciones reveló detalles hasta entonces desconocidos de la vasta y compleja historia del lugar. Por ejemplo, las excavaciones efectuadas entre 1995 y 1999 por los arqueólogos John Manley y David Rudkin se centraron en las zonas meridionales del yacimiento, que revelaron vestigios significativos de actividad humana previa a la conquista romana del año 43 d. C. El equipo de arqueólogos de Manley descubrió a lo largo de cinco años casi doce mil artefactos, entre los que se encontraban herramientas de sílex que podrían datar del Mesolítico (alrededor del 5000-4000 a. C.) y que indicarían la presencia de un asentamiento de cazadores y recolectores ubicado cerca de donde actualmente se encuentra el palacio de Fishbourne. Sin embargo, el indicio de actividad humana prerromana que resulta más revelador y significativo procede de una zanja que contiene cerca de setecientos fragmentos de cerámica y una copa que podrían datar de la Baja Edad del Hierro. Los hallazgos de Manley y su equipo ponen en entredicho las hipótesis formuladas por Cunliffe, pues parecen indicar que en Fishbourne existió una importante actividad humana con anterioridad al año 43 d. C.
El recinto de la villa romana excavada era tan extenso que recibió el nombre de Palacio romano de Fishbourne. Sus dimensiones equivalen aproximadamente a las de la Domus Aurea de Nerón en Roma o a las de la Villa romana del Casale, cerca de Piazza Armerina, en Sicilia, y su planta refleja fielmente la distribución básica del palacio del emperador Domiciano en el Palatino de Roma, la Domus Flavia, terminada en el año 92 d. C. Fishbourne es, con diferencia, la residencia romana más grande conocida al norte de los Alpes.

## Ubicación
Se suele aludir a la localización de Fishbourne, en las proximidades de Chichester (Noviomagus Reginorum), para explicar la ostentosa opulencia presente en Fishbourne y respaldar la afirmación de que el propietario de la villa era Cogidubno. La ciudad de Chichester se encontraba en el centro del territorio de la tribu de los atrebates, pero su pronta incorporación al Imperio romano generó una relación pseudoamistosa entre éstos y los romanos. Más tarde, los pueblos tribales de la zona recibieron el nombre de Regni, por haber sido gobernados durante largo tiempo por reyes clientes de Roma. En un artículo de investigación escrito por David Tomalin se sugiere que el palacio de Fishbourne podría haber sido nombrado "sede de señorío", lo que implicaba que podría haber gozado de mayor autoridad financiera y social que otros palacios o villas de los alrededores. Además, por su proximidad al canal de Fishbourne, que permitía el acceso de los barcos al mar, es posible que contara con un puerto propio en el que atracaran barcos mercantes.

## Historia y descripción

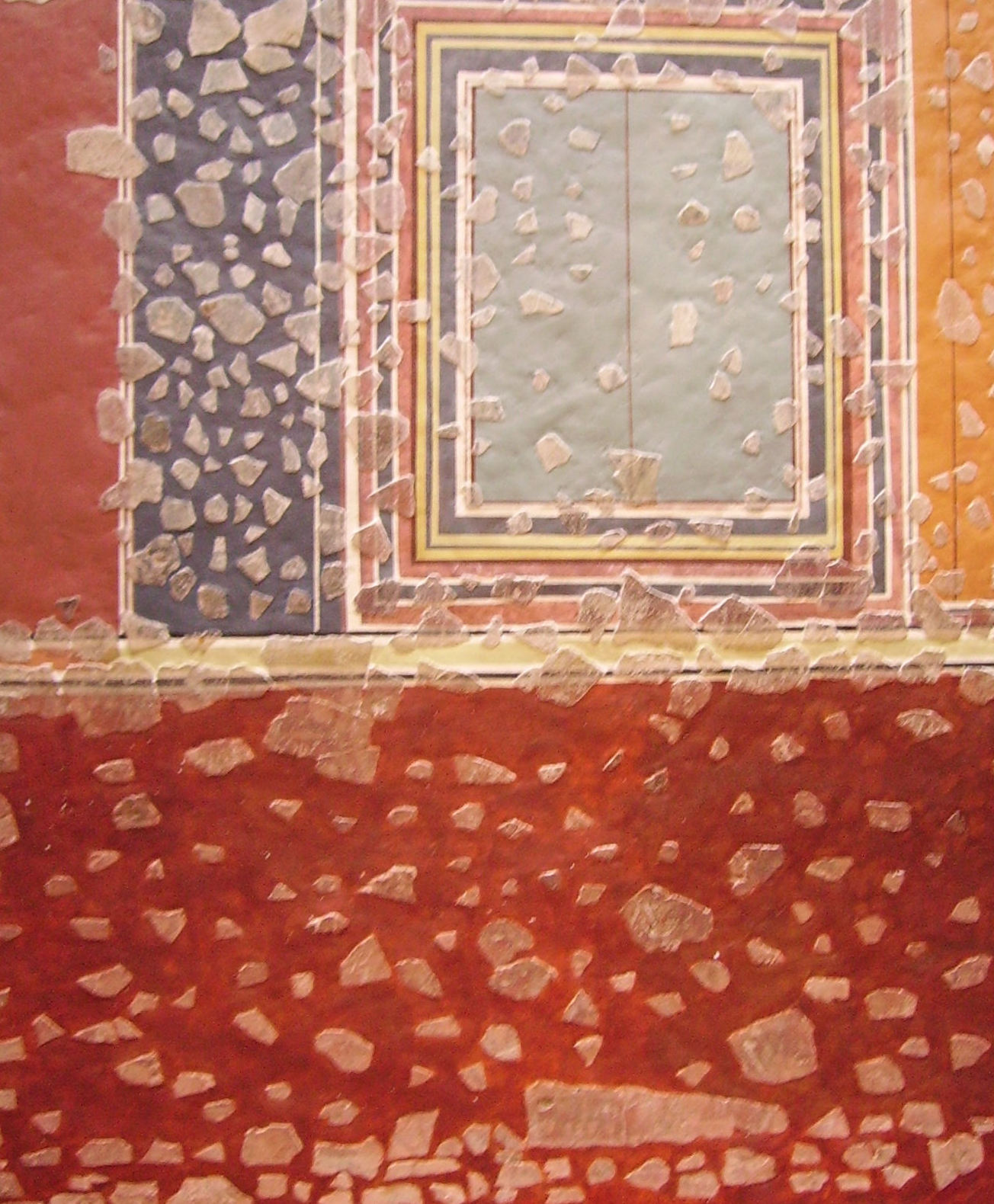
Pintura mural reconstruida

Las primeras edificaciones del lugar fueron unos graneros de más de 33 m de largo, que, al parecer, sirvieron de base de aprovisionamiento para el ejército romano y que se construyeron a principios de la conquista, en el año 43 d. C. Más adelante se construyeron dos edificios residenciales de entramado de madera, uno de ellos con suelos de arcilla y mortero y paredes de yeso, y que según parece fue una vivienda dotada de ciertas comodidades.
Alrededor del año 60 d. C., estos edificios fueron demolidos y reemplazados por una suntuosa villa o protopalacio con paredes de piedra, que se construyó hacia el año 65 d. C. y que contaba con un patio ajardinado con columnatas y un baño, además de otros dos edificios, y para cuya construcción se utilizaron materiales procedentes de los edificios anteriores. Estaba decorada con pinturas murales, molduras de estuco y opus sectile (paneles policromos de mármol). Es probable que procediera del protopalacio la efigie de tamaño natural de un joven esculpida en mármol, que se encontró durante las excavaciones de mayo de 1964 y que se identificó como una imagen de Nerón a la edad de 13 años, que se creó en el momento en que fue adoptado formalmente por el emperador Claudio en el año 50 d. C., o poco después. En esta primera etapa hubo que recurrir a artesanos procedentes del extranjero, probablemente de Italia. Este edificio no era único en la zona, ya que la villa de Angmering guardaba muchas similitudes e induce a pensar que en la zona vivían varios aristócratas que debieron utilizar la misma mano de obra.
El palacio completo, compuesto por cuatro alas residenciales que rodeaban un patio-jardín de 75 por 100 metros, se construyó entre los años 75 y 80 d. C. Tardó unos cinco años en terminarse e incorporaba el protopalacio en su extremo sureste. La magnitud de la nivelación del vasto solar llegó a alcanzar los 1,5 metros en algunos puntos. Los jardines estaban rodeados de columnatas dispuestas en forma de peristilo.

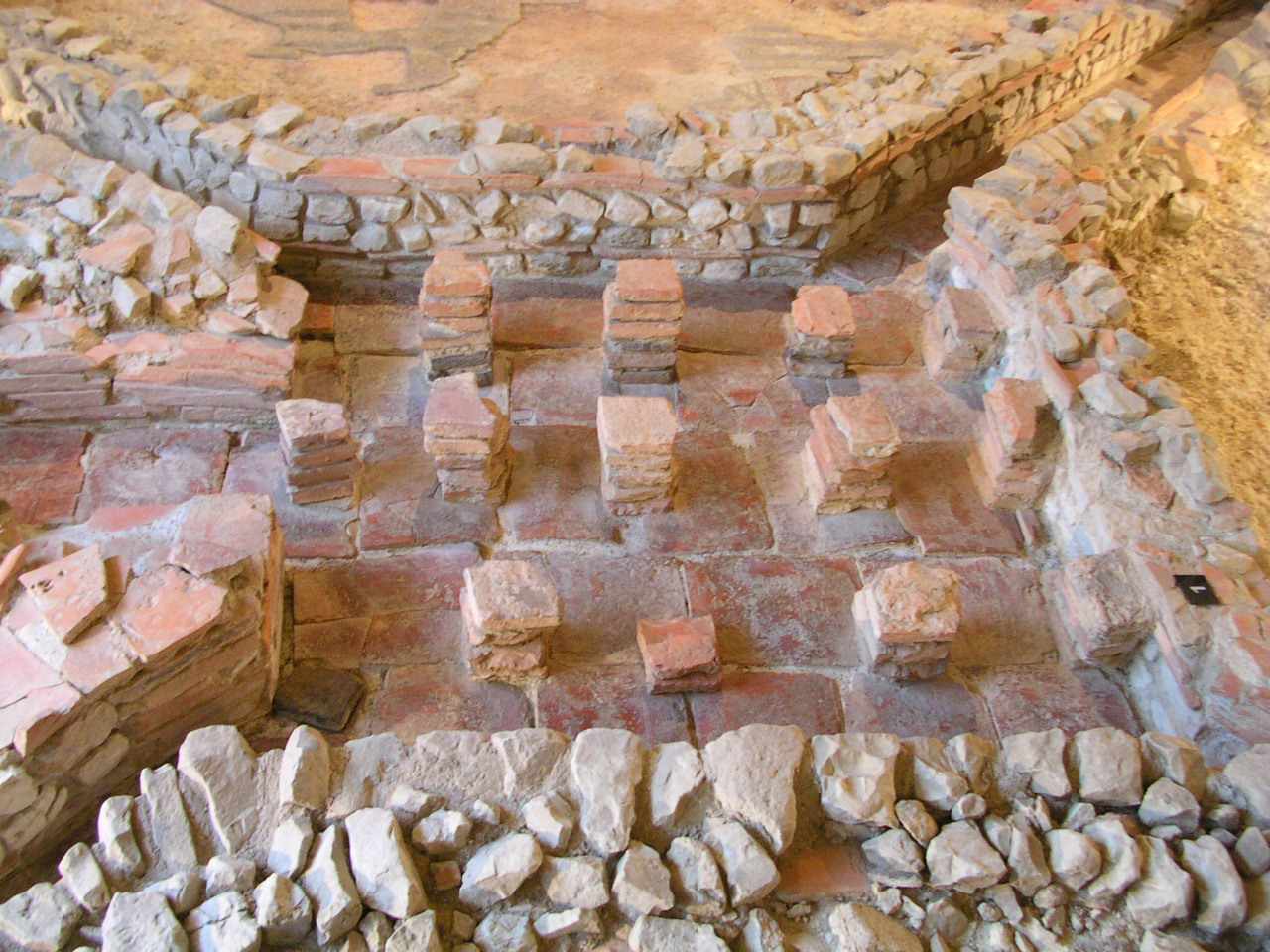
Hipocausto

Las alas norte y este estaban formadas por conjuntos de estancias dispuestas en torno a patios, y había una entrada monumental en el centro del ala este. En la esquina noreste había un gran salón de actos con pasillos. En el ala oeste había salones de aparato, una gran sala de recepciones y una galería. En el ala sur podrían haberse ubicado los aposentos privados del propietario, aunque es en el ala norte donde se aprecian los mosaicos más sofisticados. El palacio contaba con 50 espléndidos suelos de mosaico, calefacción central por suelo radiante y una casa de baños. En el jardín había elaboradas plantaciones de setos y árboles y fuentes con agua. Además, el ala sur daba a una amplia terraza artificial dispuesta como un jardín rectangular que se extendía 100 metros hacia el mar. Este jardín estaba diseñado de manera que imitaba un paisaje "natural", con árboles y arbustos, un estanque y un arroyo. También estaba provisto de columnatas en al menos uno de sus lados.

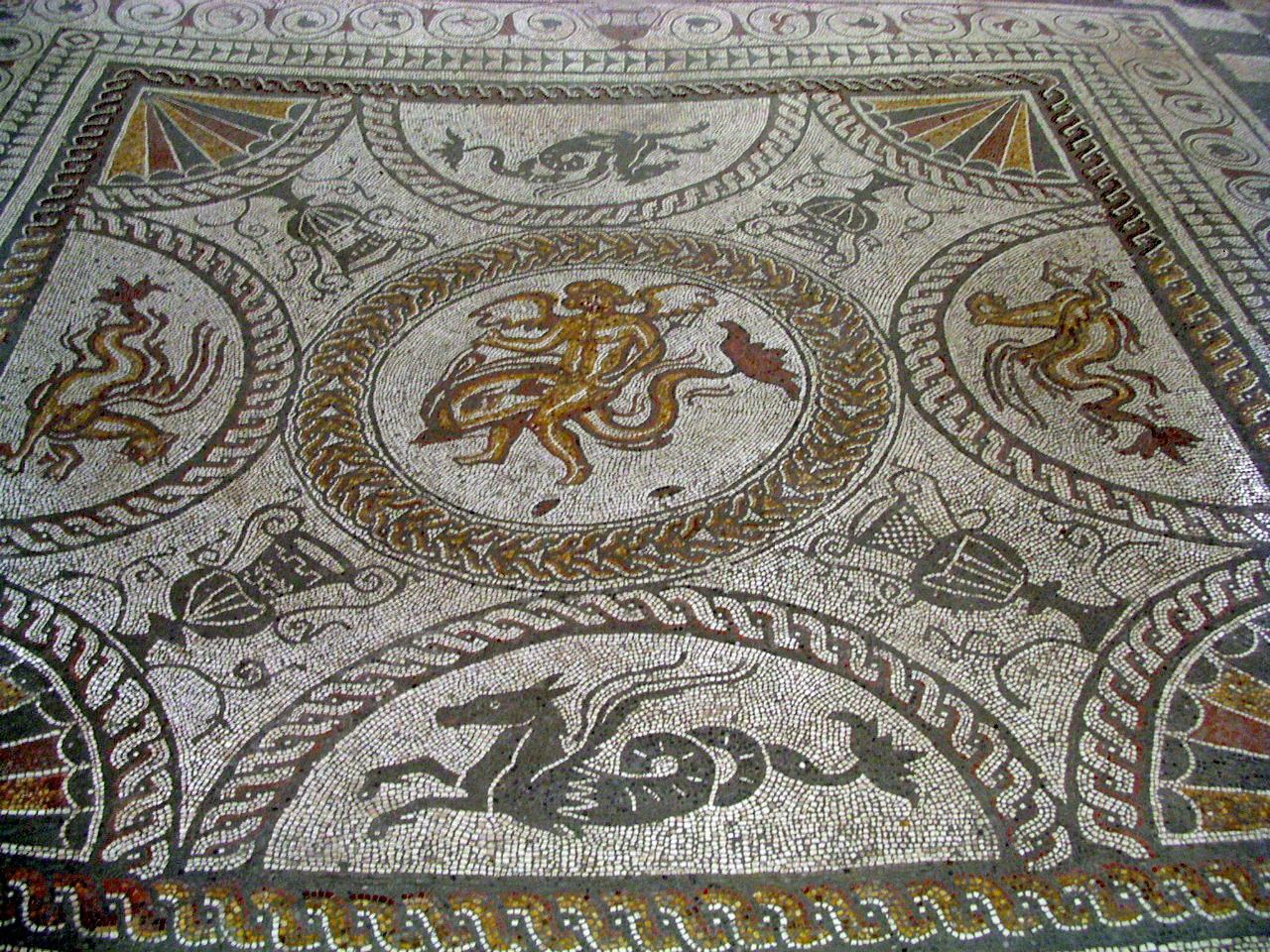
Mosaico de Cupido montado en un delfín

La ornamentación del palacio era muy refinada y se componía de pinturas murales, molduras de estuco y opus sectile, es decir, paneles policromos de mármol, de los que se conservan algunas muestras en el museo. Al igual que ocurrió en el protopalacio, en esta primera etapa hubo que recurrir a artesanos del extranjero. El palacio sobrevivió a su propietario original y sufrió una profunda remodelación a principios del siglo II, y puede que se subdividiera en dos o más villas independientes y se añadiera una sala de baños en el ala norte. En torno al año 100 d. C. se instaló en el centro del ala norte un nuevo mosaico de Medusa sobre otro anterior.
A mediados del siglo II d. C. se llevó a cabo una nueva e importante remodelación que implicó la demolición de los baños de reciente construcción y del extremo oriental del ala norte, tal vez a causa del asentamiento del terreno de relleno. La planta del ala norte también fue objeto de importantes modificaciones, como la instalación de cuatro nuevos mosaicos policromados, entre los que destaca el mosaico de Cupido, que data del año 160 d. C. aproximadamente. A finales del siglo III se efectuaron más reformas, si bien éstas no llegaron a completarse porque hacia el año 270 d. C. el ala norte fue arrasada por un incendio.

### Propietario
La teoría más aceptada, propuesta por primera vez por Barry Cunliffe, es que la primera fase del palacio era la residencia de Tiberio Claudio Cogidubno (o Togidubno), un caudillo local pro-romano que tras la primera fase de la conquista fue nombrado rey de varios territorios. Se sabe de él por una referencia a su lealtad que aparece en el Agrícola de Tácito, y por una inscripción conmemorativa de un templo dedicado a Neptuno y Minerva que se encontró en la cercana Chichester. Además, hacia el año 60 d. C., Cogidubno fue distinguido con el ilustre título de legatus Augusti, que normalmente estaba reservado a los estadistas y aristócratas de Roma. Para fundamentar su teoría, Cunliffe relaciona este acontecimiento con la construcción de una gran ampliación de mampostería del palacio en el año 70 d. C., propia de un individuo de tan alto estatus.
Según otra teoría, se habría construido para otro nativo, Salustio Lúculo, un gobernador romano de Britania de finales del siglo I que podría haber sido hijo del príncipe británico Adminio. En Chichester se han encontrado dos inscripciones que documentan la presencia de Lúculo, e incluso la nueva datación del palacio, fechado por Miles Russell en los comienzos de la década de los 90 d. C., encajaría mucho mejor con esta idea. De haber sido diseñado para Lúculo, es posible que sólo se utilizara durante unos pocos años, ya que el historiador romano Suetonio afirma que éste fue ejecutado por el emperador Domiciano en el año 93 d. C. o poco después.
Existen otras teorías que apuntan a que el propietario del palacio sería Verica, un rey británico cliente del Imperio Romano en los años anteriores a la invasión, o incluso un tal Tiberio Claudio Catuaro, cuyo anillo de oro se descubrió en las inmediaciones en 1995.

## Destrucción y abandono
Existen numerosas pruebas de que el ala norte quedó completamente destruida en un incendio ocurrido hacia el año 270 d. C. Por ejemplo, en la planta baja quedaron esparcidos algunos escombros procedentes del desplome del tejado, así como tejas y accesorios fundidos, mientras que algunas de las puertas quemadas permanecieron en pie. Además, hay indicios de que las tejas sufrieron un calor extremo, ya que estaban descoloridas. El fuego no consumió el ala este del palacio, aunque más tarde —hacia el 290 d. C.— se tomó la decisión de demoler los baños situados en dicha ala.
No se sabe con certeza si el incendio fue accidental o intencionado, si bien su destrucción coincidió con un periodo de inestabilidad. Durante este periodo, un antiguo comandante militar romano llamado Carausio cuestionó el dominio de Roma sobre Britania, se rebeló contra la hegemonía romana y se autoproclamó soberano de la isla hacia el año 280 d. C. Por tanto, es posible que la destrucción del palacio se enmarcase en un periodo de desórdenes más extenso motivado por la revuelta, aunque esta hipótesis no es segura.
Todos los objetos y muebles quedaron completamente destruidos y lo único que quedó en pie del palacio fueron sus muros. En vista de la gran magnitud de los daños, fue abandonado y posteriormente desmantelado. Además, cabe la posibilidad de que la subida del nivel del agua y las consiguientes inundaciones de la zona hubieran influido también en la decisión de no rehabilitar la estructura. En los años siguientes, los habitantes de Chichester saquearon el lugar en busca de piedras para la construcción, razón por la cual los cimientos de piedra de los muros son la única parte que aún se conserva de la antigua estructura.
Posteriormente, durante el periodo sajón temprano, el palacio se utilizó como cementerio, tal y como reveló el hallazgo de cuatro cadáveres en los cimientos de la antigua ruina. Durante el periodo medieval, el palacio se encontraba bajo varios metros de tierra edificada y cayó en el olvido hasta que fue redescubierto en el siglo XIX.

## Legado

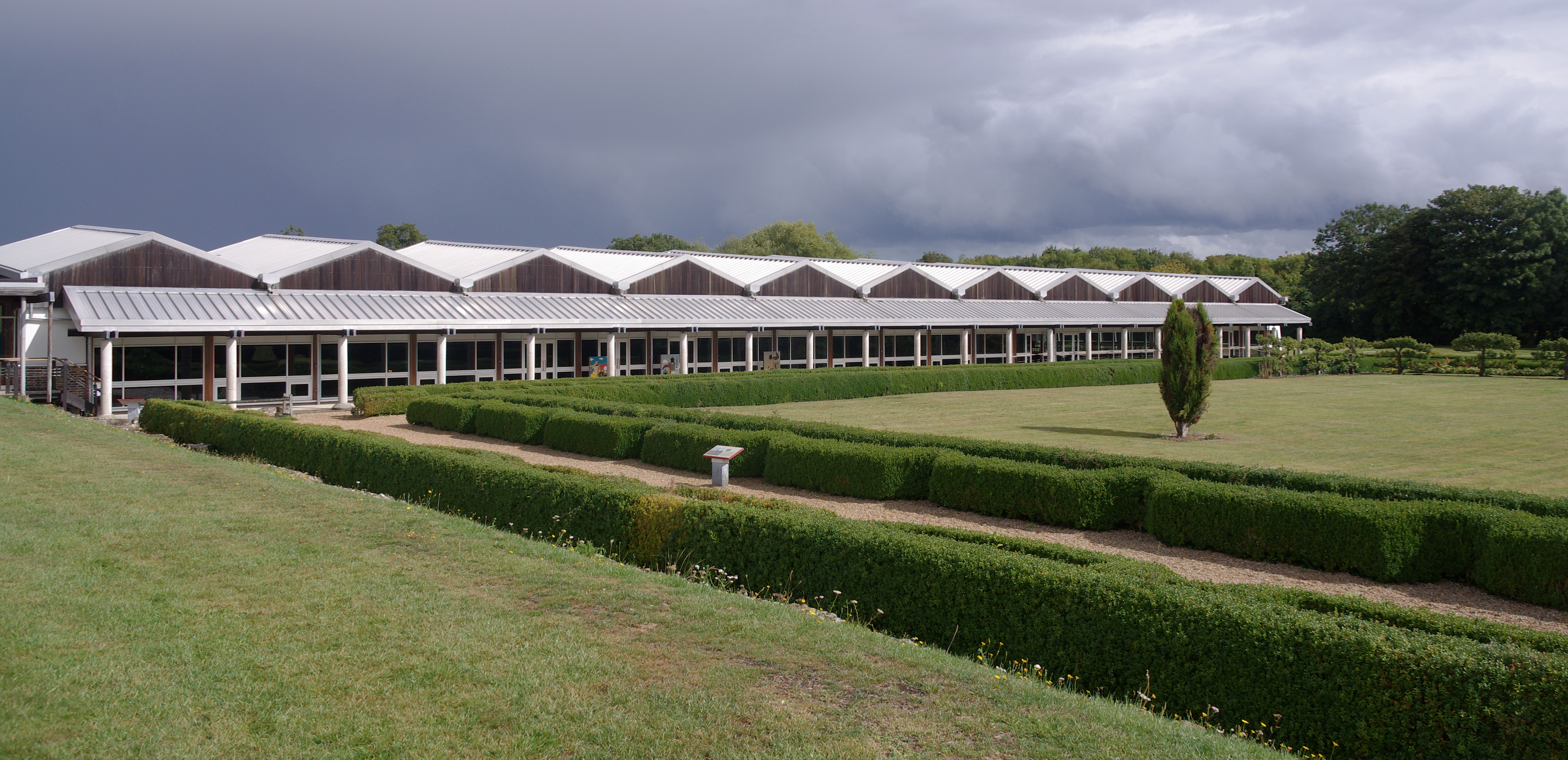
El museo

La Sociedad Arqueológica de Sussex construyó un museo sobre la parte excavada del palacio, con el fin de proteger y conservar algunos de los restos in situ. Este museo incorpora la mayor parte de los restos visibles, entre los que se encuentra un ala del palacio. Se replantaron los jardines con plantas típicas de la época romana, como rosas, lirios, romero, varios árboles frutales y setos. Asimismo, existe un equipo de voluntarios y arqueólogos profesionales que está realizando en la zona una excavación arqueológica para determinar la presencia de posibles edificios militares, así como de una zona portuaria situada en la parte sur del complejo de Fishbourne. La última campaña de excavaciones tuvo lugar en 2002.
El Museo del Palacio Romano de Fishbourne cerró al público en marzo de 2020 a causa de la pandemia de COVID-19. La Sociedad Arqueológica de Sussex dejó de percibir alrededor de un millón de libras esterlinas en concepto de ingresos por visitantes, motivo por el cual en junio de aquel año lanzó un llamamiento para recaudar fondos con el fin de poder seguir manteniendo el Palacio romano de Fishbourne y otras propiedades.

## Galería

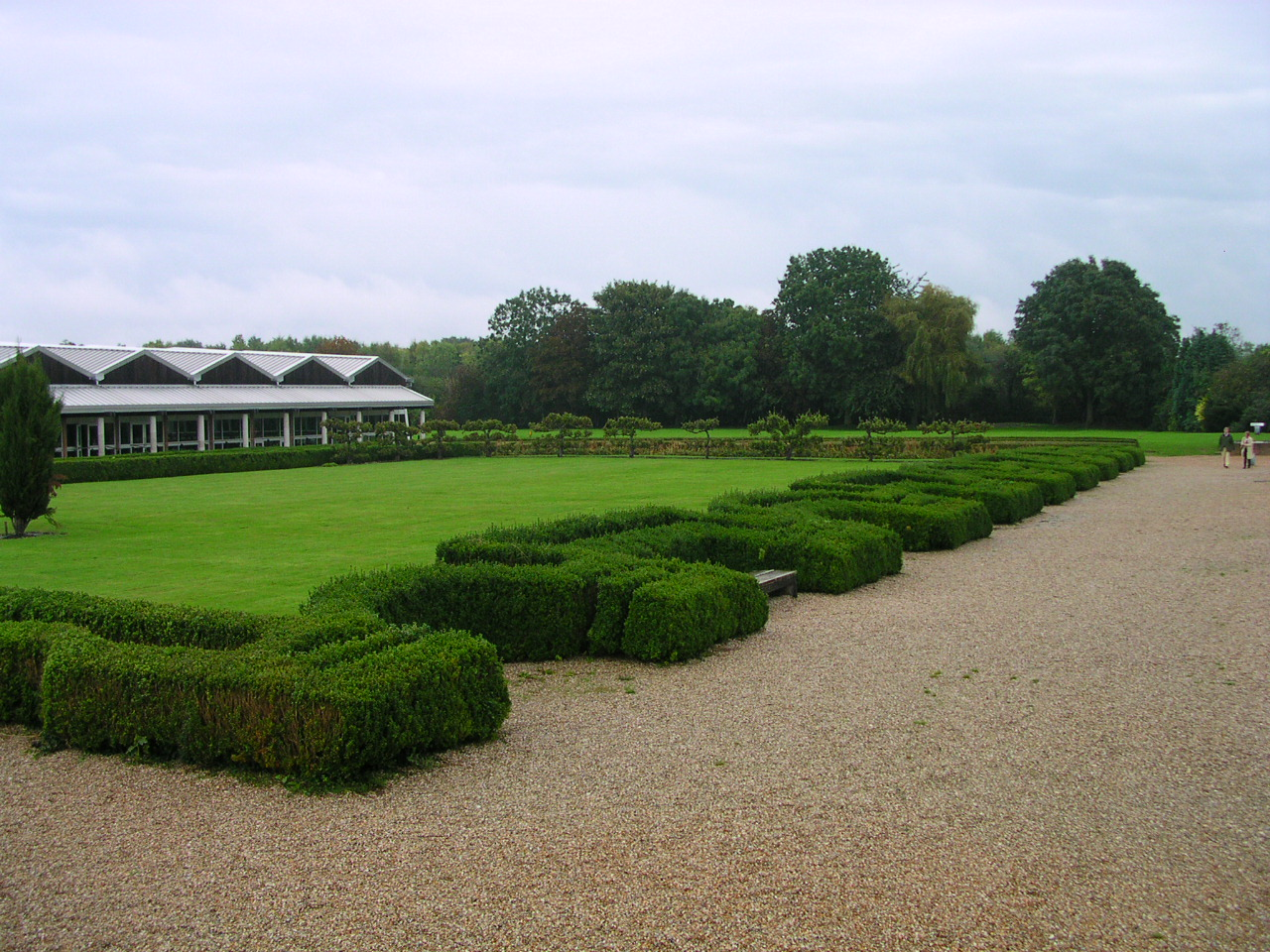
Jardín replantado con plantas típicas de la época
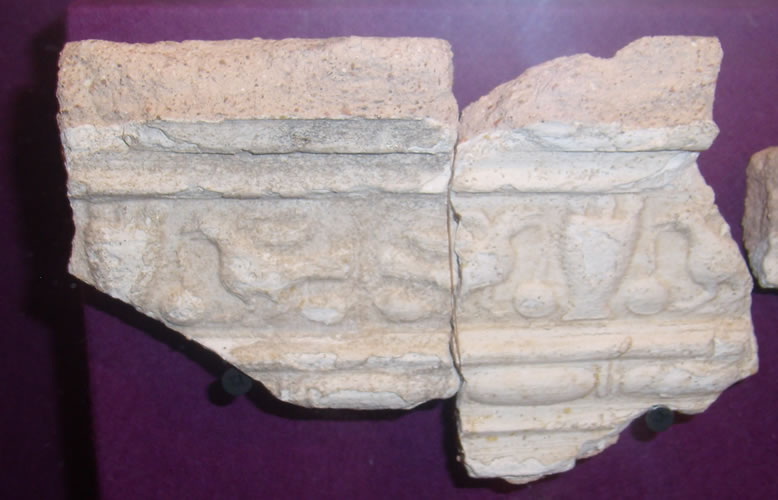
Fragmento de estuco de Fishbourne
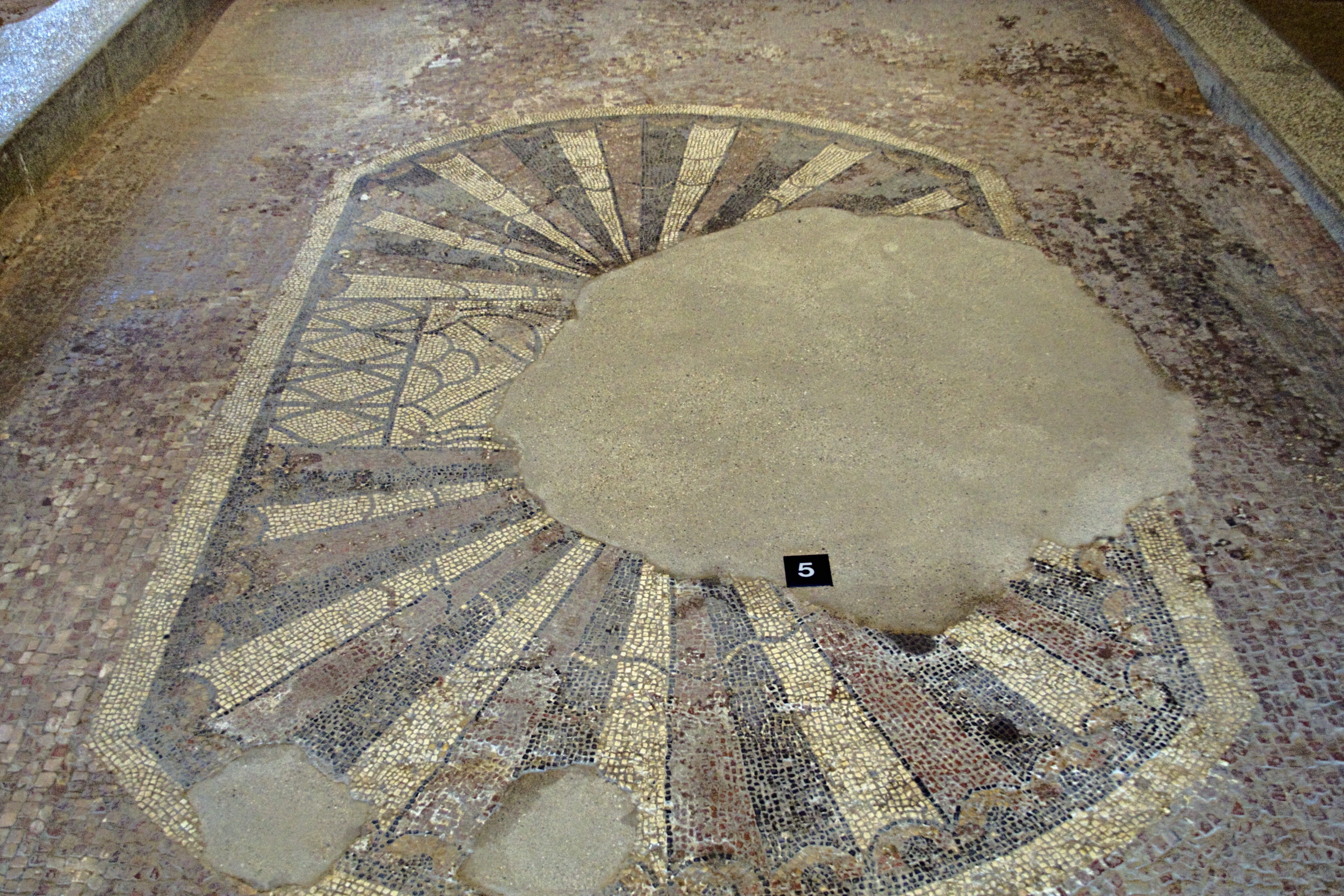
Mosaico de conchas con delfines
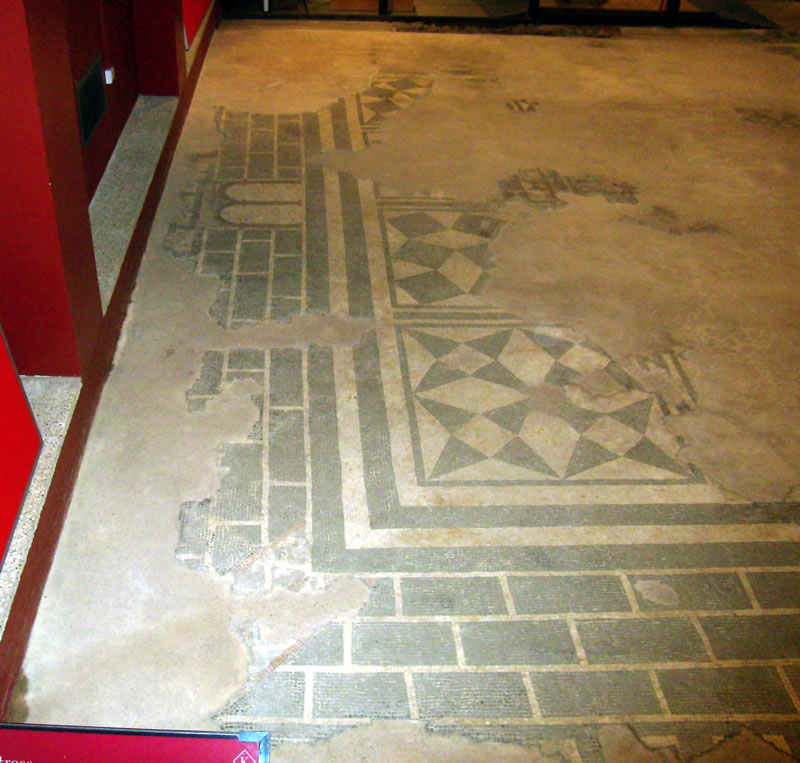
Mosaico de la Ciudad Amurallada, sala N7